# Planipapillus cyclus
Planipapillus cyclus är en klomaskart som beskrevs av Reid 2000. Planipapillus cyclus ingår i släktet Planipapillus och familjen Peripatopsidae. Inga underarter finns listade i Catalogue of Life.